# Classe Visby (corvetta)
La classe Visby è una classe di corvette prodotte in Svezia nei cantieri Kockums AB di Karlskrona. Alla prima unità, che ha dato poi il nome alla classe, è stato dato il nome della città svedese di Visby.
Questa classe di corvette ha inoltre suscitato l'attenzione di molte Marine per le sue capacità stealth, sagoma a bassissima segnatura radar, e per l'approccio rete-centrico, capacità di inserirsi in un flusso di informazioni del progetto. Lo scafo è caratterizzato da linee spigolose e superfici inclinate proprio per ridurre sia l'immagine radar che la sezione reale. L'armamento è costituito da un cannone da 57mm che ha la possibilità di venire retratto sempre per aumentare le capacità furtive della nave.

## Progettazione

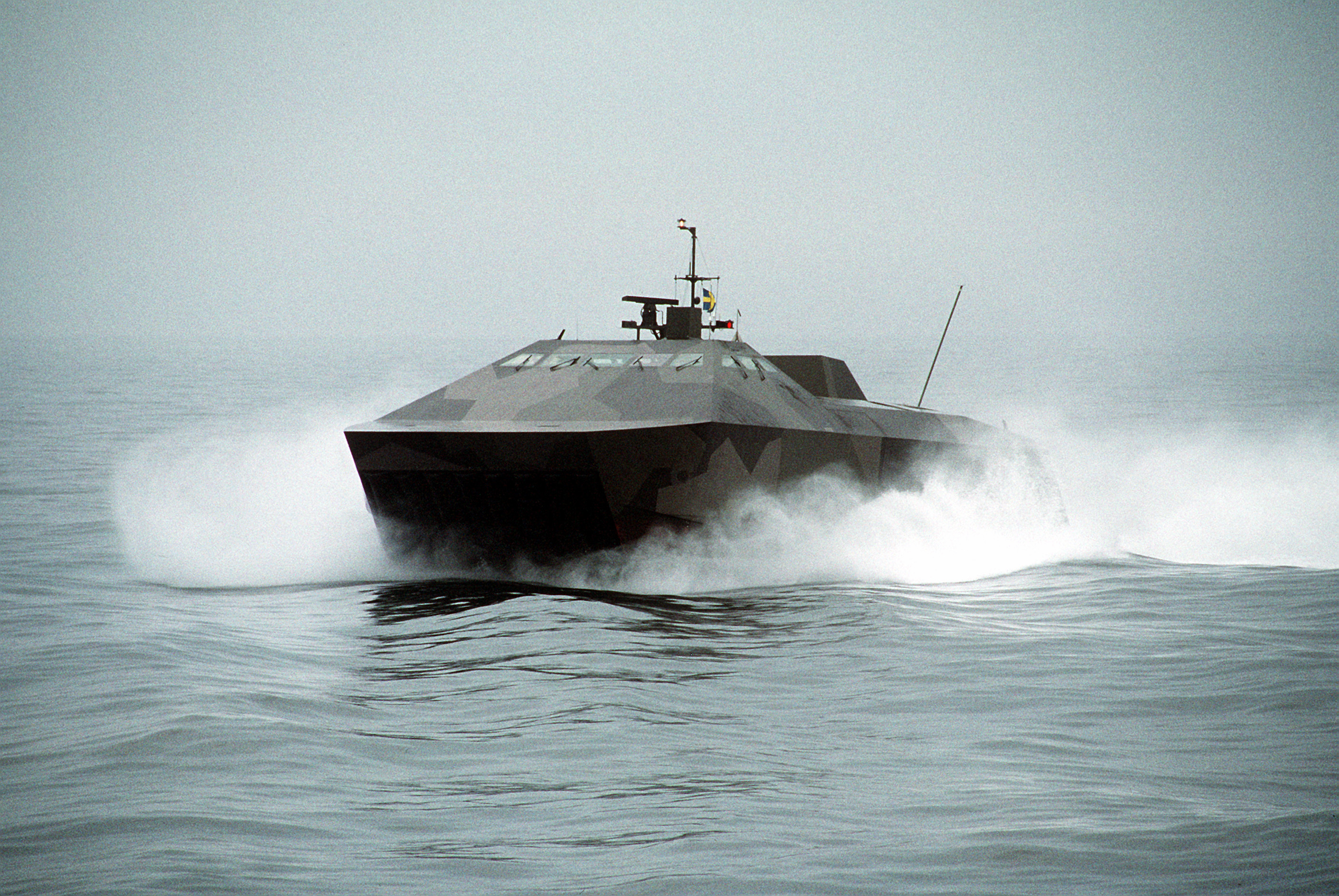
La è stata il banco di prova per le tecnologie stealth poi utilizzate sulle Visby.

Prima di lanciarsi nella progettazione di una nave così innovativa, la SAAB-Kochums realizzò una nave che facesse da banco di prova delle tecnologie da impiegare, seppure in scala ridotta; si trattava della HMS Smyge, un battello da 30 m che poi venne destinato all'addestramento presso l'accademia navale svedese. Il battello da 140 t venne varato nel 1991 ed aveva la stessa propulsione ad idrogetti KaMewa (di modello diverso) e lo stesso ridotto pescaggio delle future corvette, ma con una velocità di oltre 55 n.

## Costruzione

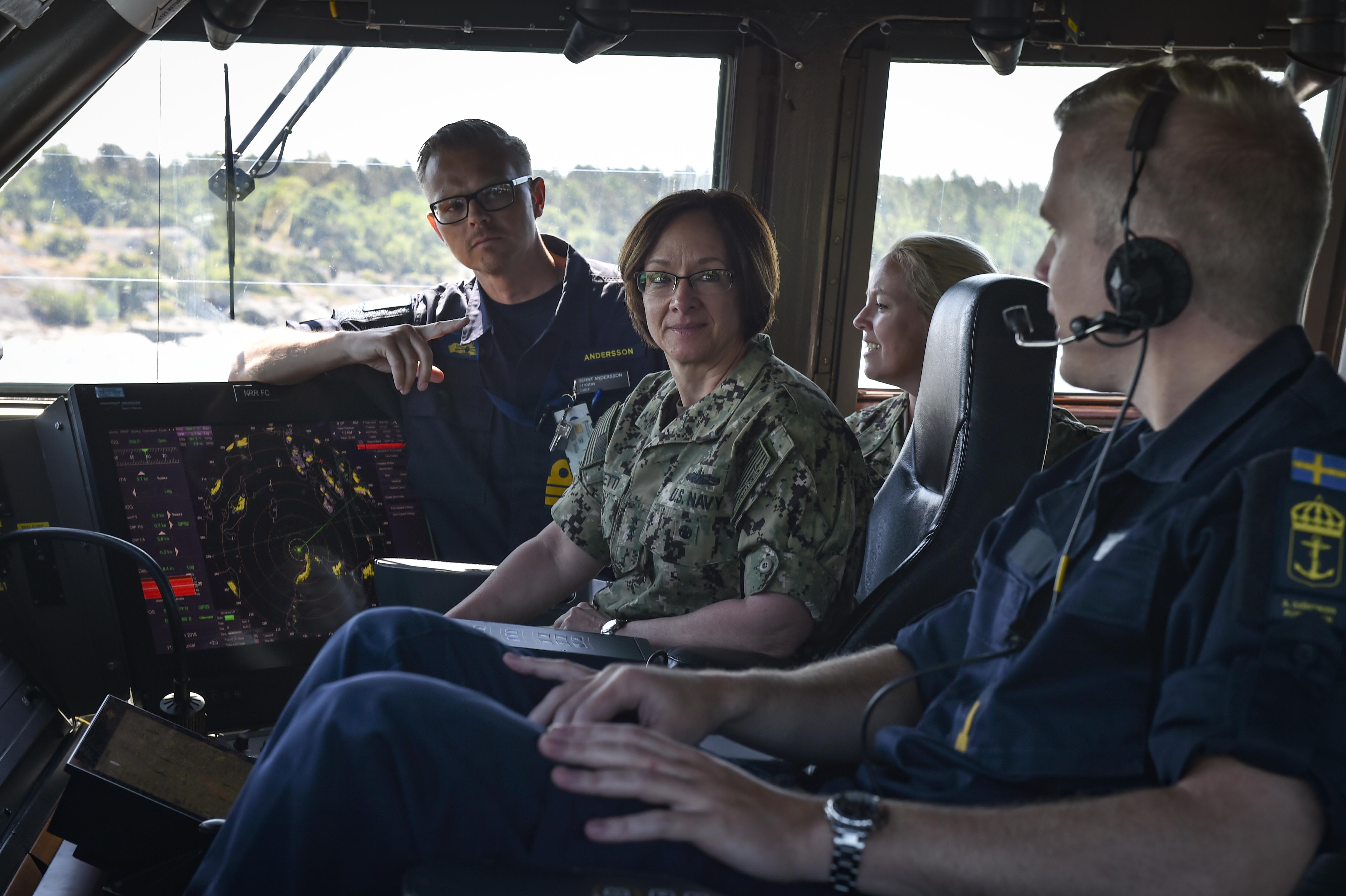
Il ponte di comando della nave; foto presa nell'occasione della visita dell'ammiraglio Franchetti, comandante della Sesta Flotta USA e della NATO Naval Striking and Support Forces nel 2018.

La prima unità è stata consegnata con il solo cannone da 57 mm come arma operativa; le altre armi sono state aggiunte durante il processo di accettazione in servizio. Le prime quattro unità sono ottimizzate per la lotta antisommergibile e le contromisure mine, mentre la quinta è configurata per l'attacco e il ruolo antisuperficie. La nave è progettata per minimizzare la firma acustica (sopra e sotto la superficie), termica ed elettromagnetica, sia per quanto riguarda la parte passiva (radar cross section) che attiva (controllo delle emissioni), e questo porterebbe la rilevabilità della nave a 22km con mare mosso e 13 km con mare calmo, che in presenza di disturbi attivi (jamming) scendono a 11 km con mare mosso e 8 con mare calmo.

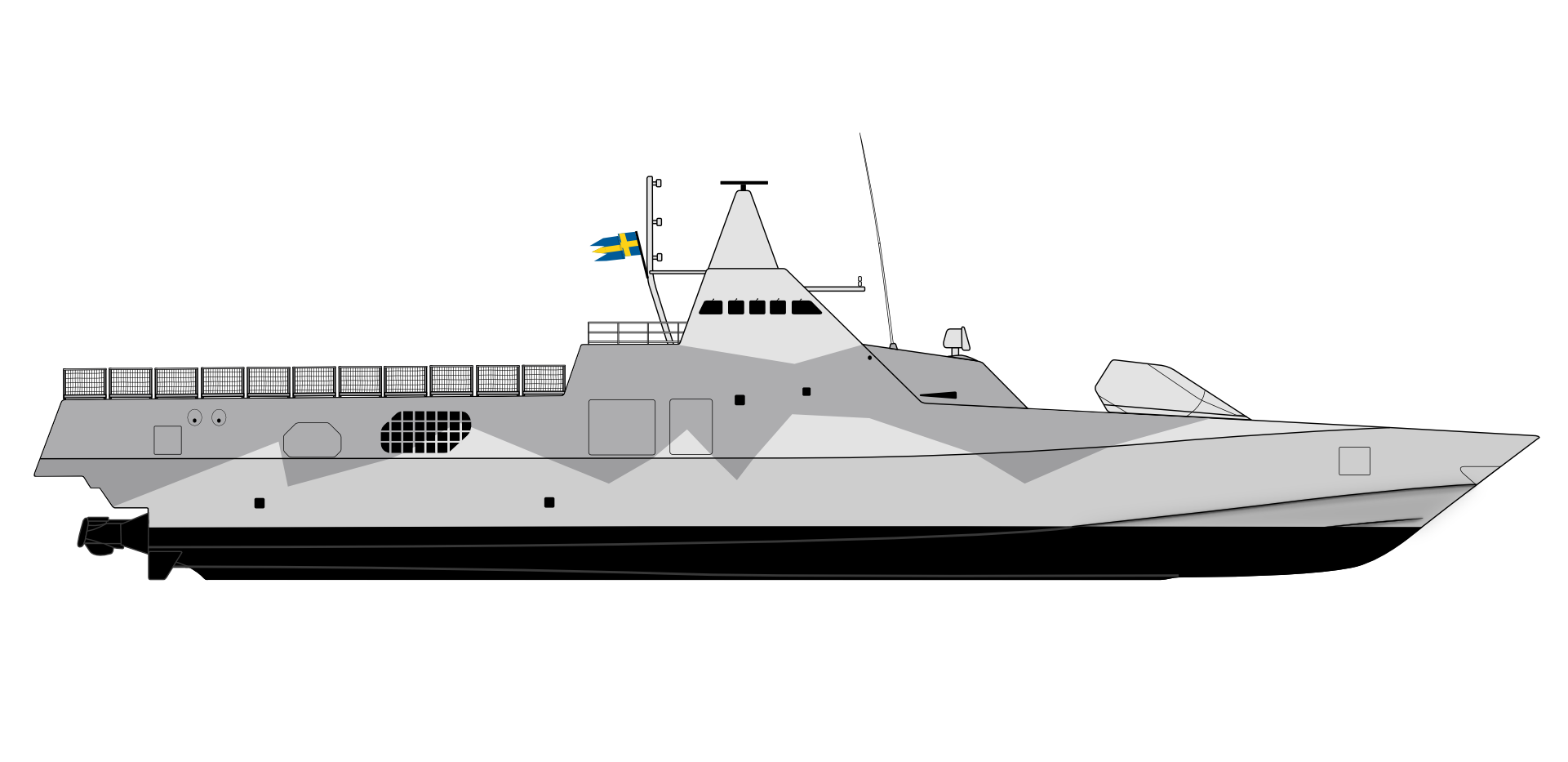
La silhouette della Visby

Strutturalmente il materiale della carena è in materiali radar-assorbenti, un sandwich di PVC, fibra di carbonio e laminato di Polivinilcloruro, rigido leggero e resistente agli urti. Il sistema di comando controllo e comunicazioni è composto dal sistema di controllo di combattimento Saab Systems 9LV mk3E, integrato da un sistema di supporto alle decisioni MAST e dagli apparati di comunicazione radio e dati; gli apparati radar comprendono un SAAB Sea Giraffe AMB 3D di tipo PESA funzionante in banda C, in grado di controllare simultaneamente aria e superficie, un radar di ricerca di superficie in banda I, un radar di controllo tiro SAAB Ceros 200 stealth in banda I/J, un sistema di sorveglianza tattica (ESM) Condor CS-3701 della EDO Reconnaissance & Surveillance Systems che gestisce oltre alle ESM anche le rilevazioni di minaccia radar (RWR); si aggiungono un sonar a scafo GDC ed una cortina idrofonica (sonar rimorchiato) della Hydroscience Technologies, oltre ad un sonar a profondità variabile GDC, quanto meno per le prime quattro unità destinate alla lotta antisom.
I motori affiancano il tipo combined diesel and gas (CODAG), con quattro turbine TF 50 A a gas Honeywell e due motori diesel MTU 16V 2000 N90 collegati a due gruppi di riduzione, che pilotano due idrogetti KaMeWa. La velocità massima a lunga distanza è di 15 n mentre per brevi scatti è di 35 n; oltre agli idrogetti vi sono timoni e bow thruster per le manovre in porto.

## Unità

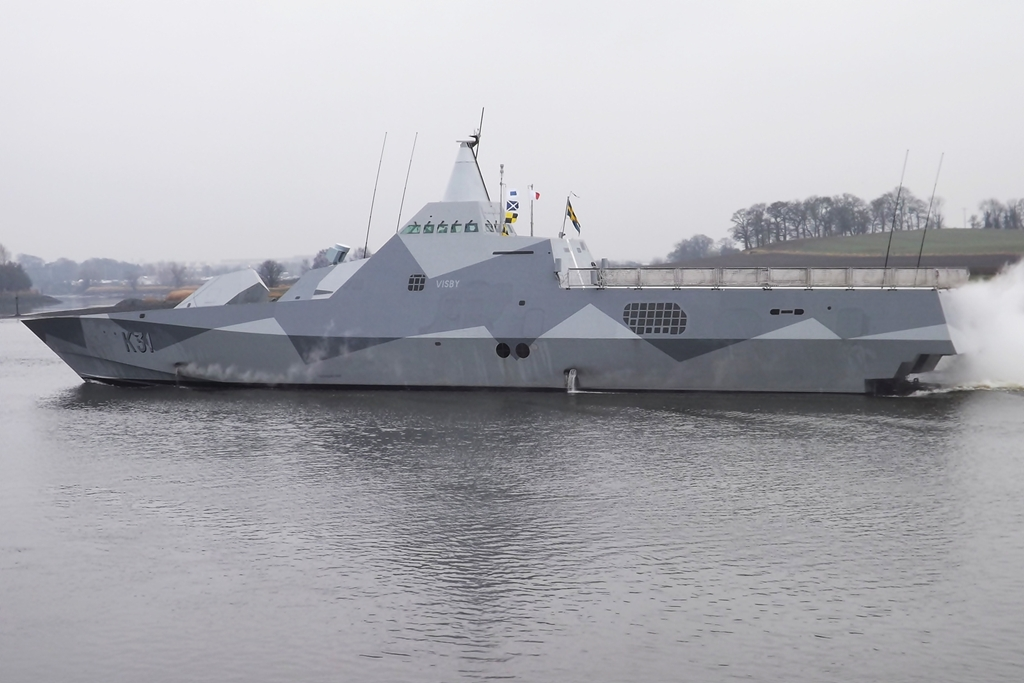
La capoclasse HMS Visby

Le navi svedesi portano il prefisso HMS, come le navi britanniche, e con lo stesso significato di Nave di Sua Maestà anche se in svedese; Hans Majestäts Skepp o Hennes Majestäts Skepp a seconda se regnante sia un re o una regina.
| Numerale | Nome        | Impostata        | Varata           | Accettata in servizio | Servizio                   | Stato      | Stemma araldico |
| -------- | ----------- | ---------------- | ---------------- | --------------------- | -------------------------- | ---------- | --------------- |
| K31      | Visby       | 17 febbraio 1995 | 8 giugno 2000    | 16 settembre 2002     | 4th Naval Warfare Flotilla | Attiva     |                 |
| K32      | Helsingborg |                  | 27 giugno 2003   | 16 dicembre 2009      | 4th Naval Warfare Flotilla | Attiva     |                 |
| K33      | Härnösand   |                  | 16 dicembre 2004 | 16 dicembre 2009      | 3rd Naval Warfare Flotilla | Attiva     |                 |
| K34      | Nyköping    |                  | 18 agosto 2005   | 16 settembre 2015     | 3rd Naval Warfare Flotilla | Attiva     |                 |
| K35      | Karlstad    |                  | 24 agosto 2006   | 16 settembre 2015     | 3rd Naval Warfare Flotilla | Attiva     |                 |
| K36      | Uddevalla   | Cancellata       | Cancellata       | Cancellata            | Cancellata                 | Cancellata |                 |

L'agenzia svedese per l'approvvigionamento dei materiali aveva acquistato l'equipaggiamento elettronico per una sesta unità, la Uddevalla, che poi venne annullata. Di conseguenza era stato progettato di usare queste apparecchiature per un simulatore completo delle navi della classe. I vari problemi dovuti alla installazione e certificazione dei sistemi ha portato a ritardi e all'eliminazione di parte dell'armamento delle navi, specificamente il lanciarazzi antisommergibile ALECTo ed i missili superficie-aria sudafricani Umkhonto.
Una versione derivata della classe Visby partecipa, insieme ad altre unità, al progetto Focused Mission Vessel Study indetto dalla U.S. Navy per la realizzazione della futura Littoral Combat Ship. Per questo progetto si sono unite la Kockum AB, la HDW (Howaldtswerke Deutsche Werk AG) e la Northrop Grumman Corporation.

## Galleria d'immagini

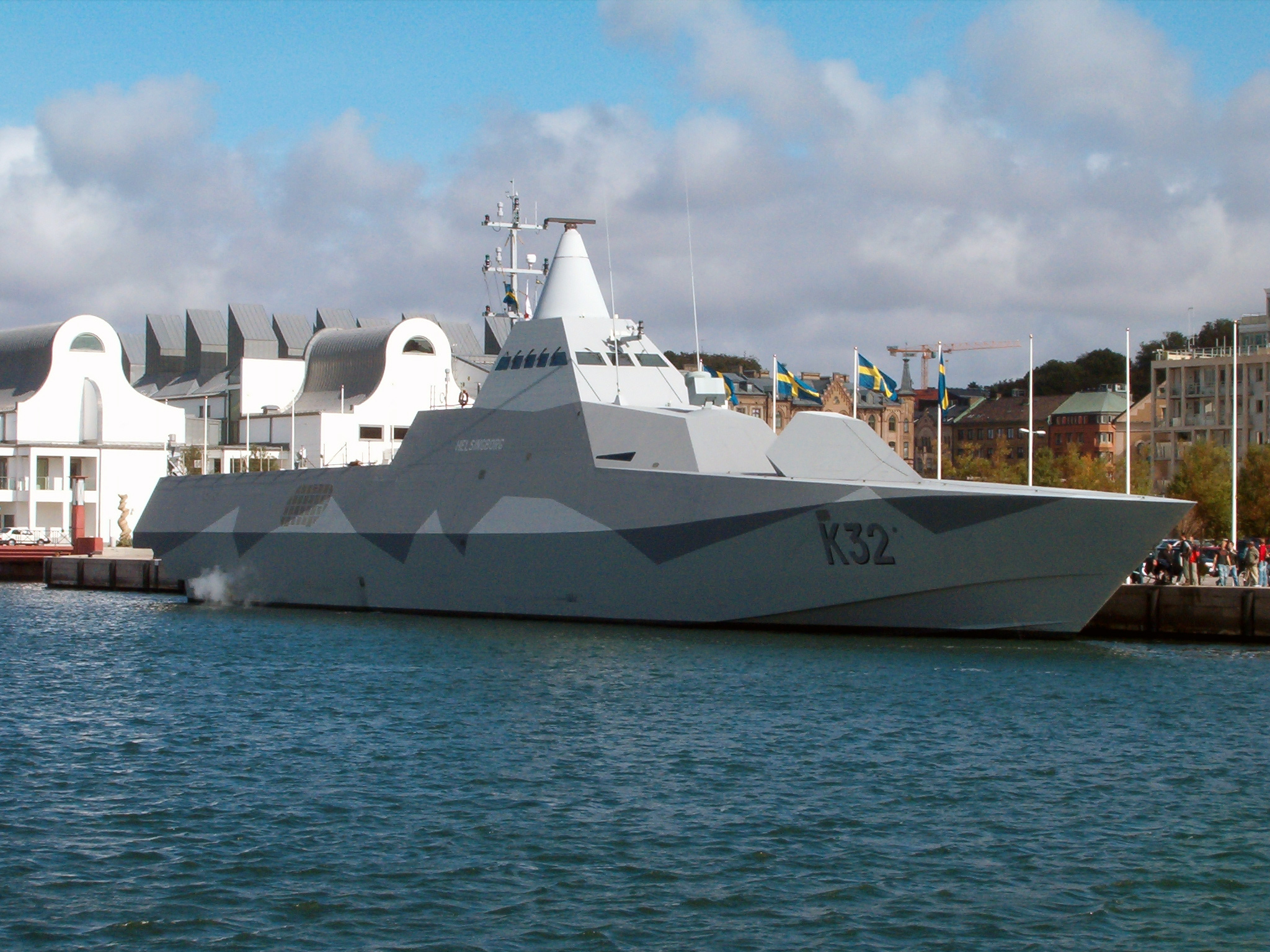
La HSwMS Helsingborg in visita alla città di Helsingborg.
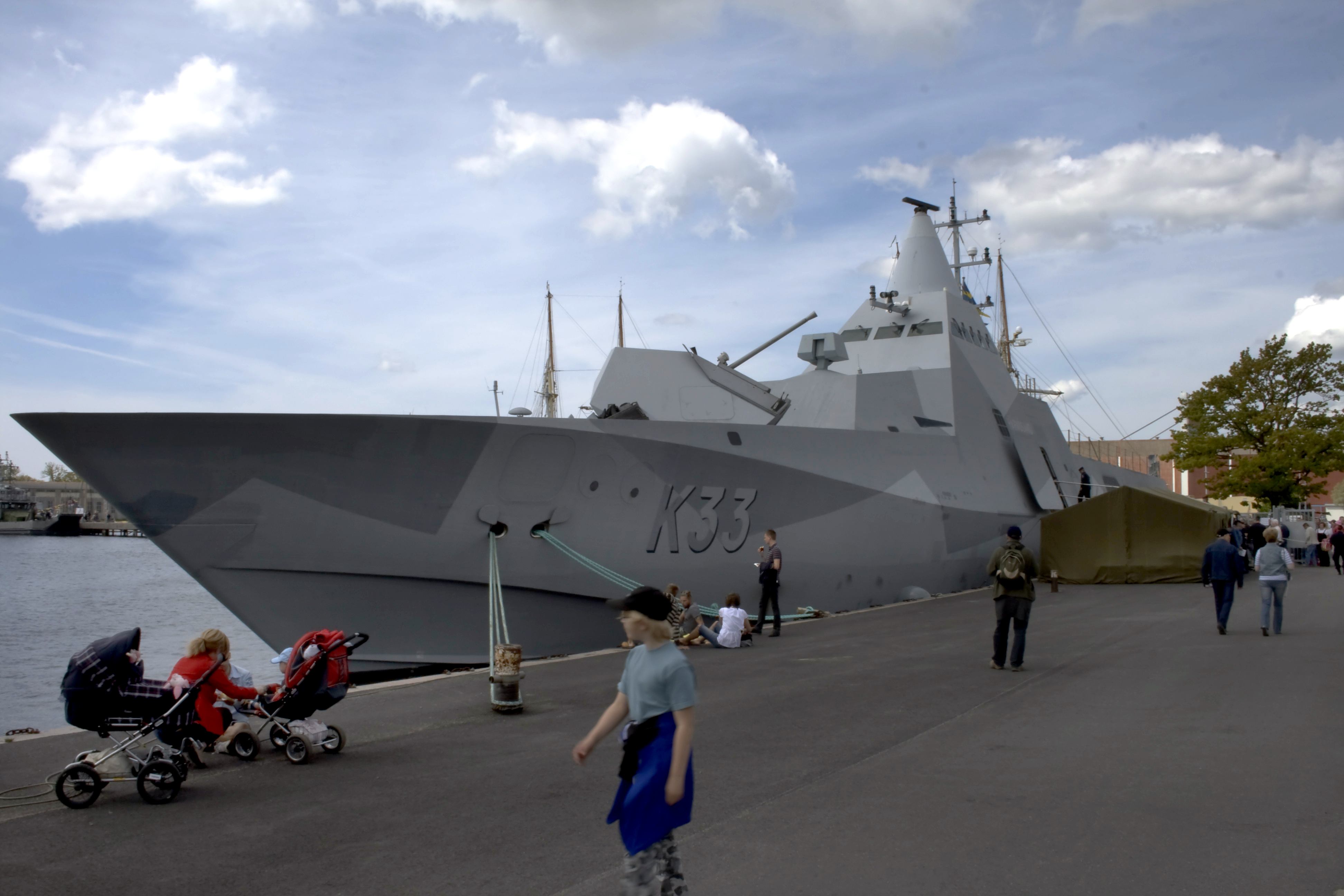
La Haernosand alla Base Navale di Karlskrona.